# Oncideres pustulata
Oncideres pustulata är en skalbaggsart som beskrevs av Leconte 1854. Oncideres pustulata ingår i släktet Oncideres och familjen långhorningar. Inga underarter finns listade i Catalogue of Life.